# Lars-Arne Ericsson
Lars-Arne Ericsson, född 21 mars 1955, en svensk före detta friidrottare (sprinter). Han tävlade för KA 2 IF. 